# Wanda Group
Wanda Group (xinès simplificat: 万达集团), o Dalian Wanda (xinès: 大连万达) és un conglomerat multinacional xinés. És el promotor i propietari de béns immobles privats més gran i la cadena de cinemes més gran del món, propietari de Wanda Cinemas i Hoyts Group.
La companyia opera en quatre indústries principals: hotels de luxe, cultura, turisme, i botigues. Va ser fundada a Dalian, Liaoning i actualment té la seua seu a Pequín. L'any 2016 va comprar la productora de cinema estatunidenca Legendary Entertainment.